# Lesoto nos Jogos Olímpicos de Verão de 2020
Lesoto tem sua participação esperada nos Jogos Olímpicos de Verão de 2020, que inicialmente seriam realizados em Tóquio entre 24 de julho e 9 de agosto de 2020, mas foram adiados para entre 23 de julho e 8 de agosto de 2021, por conta da Pandemia de COVID-19. Será a décima segunda participação do país nas Olimpíadas de Verão, tendo participado desde 1972, exceto em 1976, quando fez parte do Boicote Africano.

## Competidores
| Esporte   | Masculino | Feminino | Total |
| --------- | --------- | -------- | ----- |
| Atletismo | 1         | 1        | 2     |

## Atletismo
Os atletas lesotianos alcançaram os padrões de entrada, seja por tempo de qualificação ou por classificação mundial, nas seguintes provas de atletismo (com um máximo de três atletas em cada prova):
Key
- Notas – As classificações dadas para eventos de pista estão dentro da bateria do atleta apenas
- Q = Qualificado para a próxima fase
- q = Qualificado para a próxima rodada como o perdedor mais rápido ou, em eventos de campo, por posição sem atingir a meta de qualificação
- NR = Recorde nacional
- — = Fase não contida nesse evento
- Bye = Atleta não competiu nessa fase

| Atleta                | Evento             | Final     | Final   |
| Atleta                | Evento             | Resultado | Posição |
| --------------------- | ------------------ | --------- | ------- |
| Khoarahlane Seutloali | Maratona masculina |           |         |
| Neheng Khatala        | Maratona feminina  |           |         |